# Jan Albín Šlik
Jan Albín hrabě Šlik z Pasounu a Holíče (německy Johann Albinus Schlick Graf von Passaun (Bassano) und Waisskirchen,1579–1640 Cvikov) byl český šlechtic a představitel stavovského povstání. Byl zastáncem protestantského krále Bedřicha Falckého na českém trůnu.

## Život a kariéra
Narodil se jako syn Kryštofa II. (1523–1615) a jeho první manželky Kateřiny Hrzánové z Harasova. Jeho sestra Kunhuta († 1636) se provdala za Jiřího Kašpara z Everstein-Naugardu.
V roce 1615 se stal stavovským komisařem pro obranu státu a členem českého direktoria. V roce 1617 volil za českého krále Ferdinanda II., avšak během stavovského povstání v letech 1618 a 1619 byl coby zástupce šlechty zvolen direktorem zemské rady. V roce 1619 hostil „zimního krále“ Bedřicha Falckého, k němuž měl jako stoupenec protestantismu blízko, ale v kandidatuře na českého krále podporoval saského kurfiřta Jana Jiřího. Šlik působil také jako diplomatický zástupce českých stavů, např. na Heilbronnském shromáždění v roce 1621.
Po porážce stavovského vojska v bitvě na Bílé hoře se mu v únoru 1621 podařilo uprchnout z Čech do Bayreutsko-Kulmbašska, čímž si zachránil život. Byl odsouzen ke ztrátě majetku Falknov a Doupov. Falknov byl v roce 1622 prodán Otovi z Nostic a Doupov Vilému Verdugovi. Jeho vzdálený příbuzný Jáchym Ondřej Šlik (1569–1621) takové štěstí neměl a byl popraven na Staroměstském náměstí.

## Manželství a rodina
V roce 1609 se Jan Albín oženil s Johanou svobodnou paní z Wildenfelsu. Měli syna Jáchyma Ondřeje (1618–1666), jenž byl ženat v prvním manželství s Kristýnou Marií ze Šumburka-Schillenu (1638–1678), podruhé Anežkou Johanou (1661–1750). Tímto synem tato větev rodiny vymřela v mužské linii.